# Izvoarele din satul Cotova
Izvoarele din satul Cotova reprezintă un monument al naturii de tip hidrologic în raionul Drochia, Republica Moldova. În total sunt patru izvoare, amplasate în satul Cotova de-a lungul albiei râului Căinar. Ocupă o suprafață totală de 6 ha, sau 3,66 ha conform unor aprecieri recente. Obiectul este administrat de Primăria satului Cotova.

## Descriere
Izvoarele sunt amplasate în satul Cotova: unul în centru și celelalte trei lângă hotarul de nord-vest al satului. Toate sunt amenajate cu construcții de piatră. Au apă rece și sunt oligominerale după gradul de mineralizare. Apa este potabilă, neutră și în general nepoluată cu nitrați. După compoziția chimică toate izvoarele sunt cu apă hidrocarbonat-sulfatată–magneziu-calciu-sodică (HCO3 – SO4; Mg – Ca – Na), cu excepția izvorului lui Pricoche Morari, care are apă hidrocarbonat-sulfatată–calciu-magneziu-sodică (HCO3 – SO4; Ca – Mg – Na).

### Izvorul Mare
Cel mai mare izvor din cele patru, denumit corespunzător „Izvorul Mare”, este amplasat în partea centrală a satului. Este amenajat ca un bazin acvatic, delimitat din trei părți cu gard de piatră; lucrările de amenajare au fost executate în 2013-2014, fiind finanțate de autoritățile locale și Fondul Ecologic. Apa vine din 10 sfârcuri subterane, după care se scurge în râul Căinar. Din punct de vedere geologic, izvorul este clasificat ca descendent din roci compacte.
Apa este potabilă, asigură necesitățile vitale ale sătenilor și funcționarea ecosistemului de luncă. Izvorul contribuie la debitul râului Căinar. Se vehiculează că în trecut debitul atingea 300 de litri pe secundă. Zona protejată are valoare recreațională parțială, datorită bunei amenajări a teritoriului și celor câțiva copaci de salcie care cresc în apropiere. Totuși, sătenii își spală uneori rufele și mijloacele de transport în bazinul izvorului, ceea ce poate provoca o poluare moderată a mediului. Pentru ameliorarea situației ecologice se recomandă încetarea acestor activități și plantarea mai multor arbori, mai ales în aval de scurgerea izvorului.

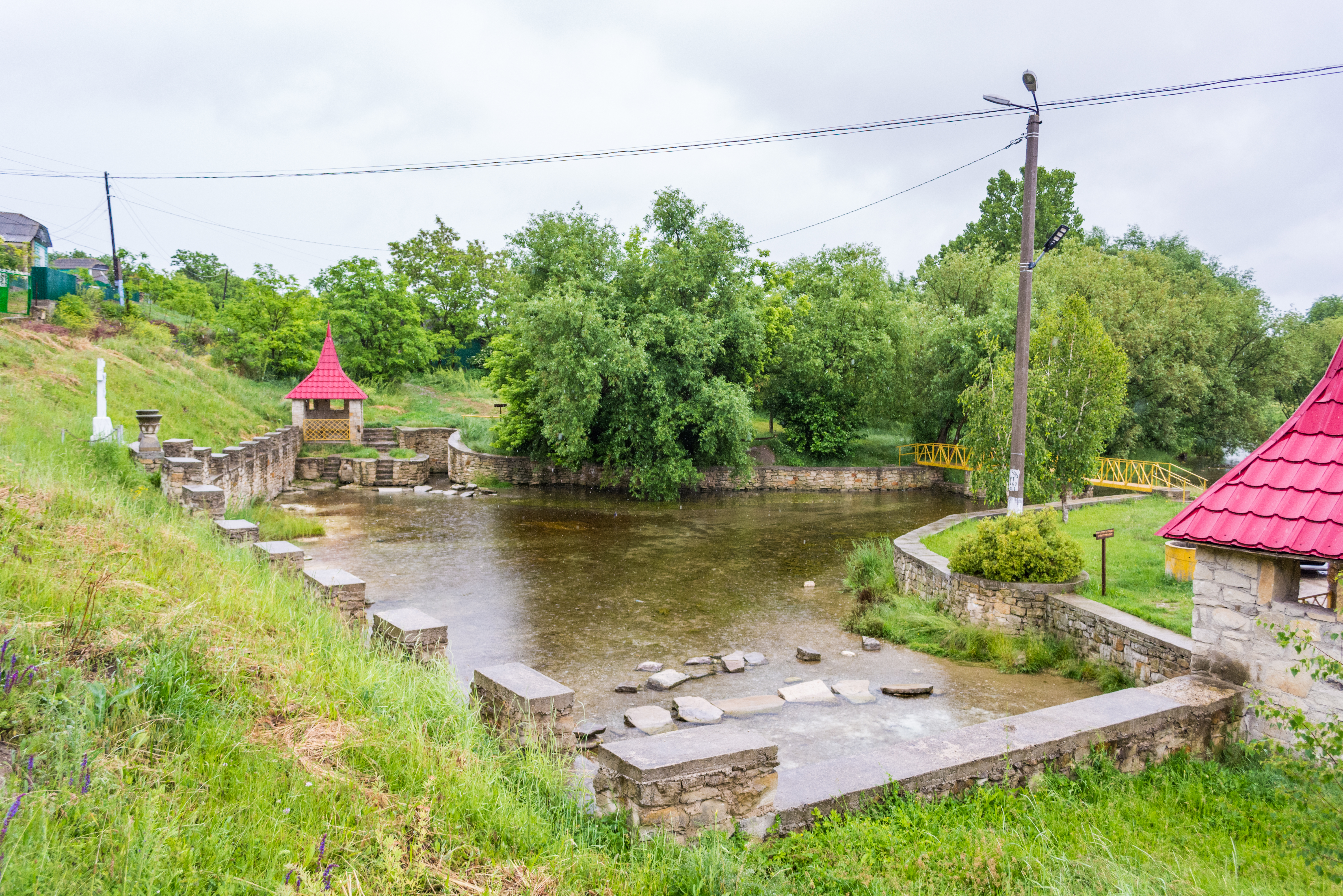
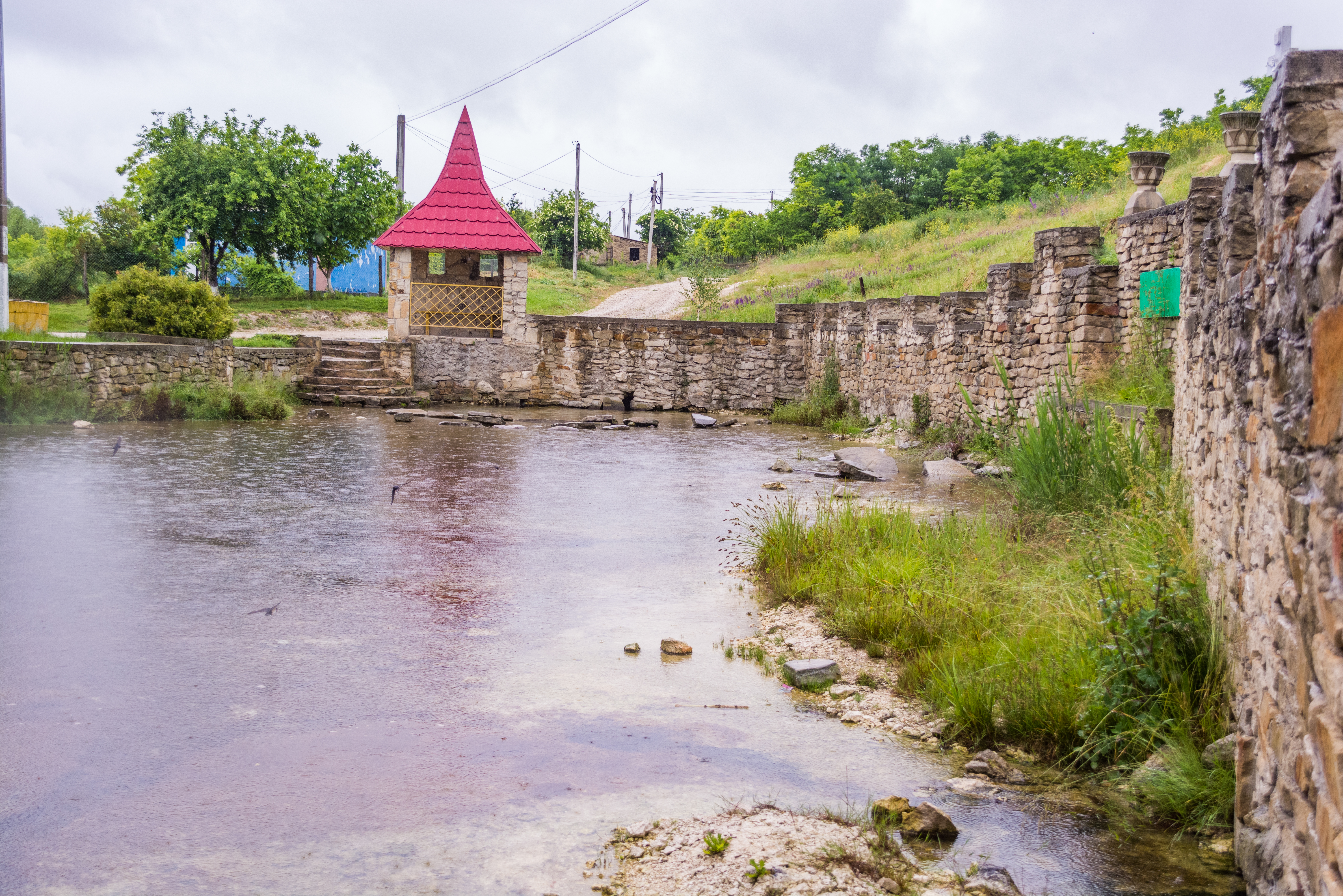
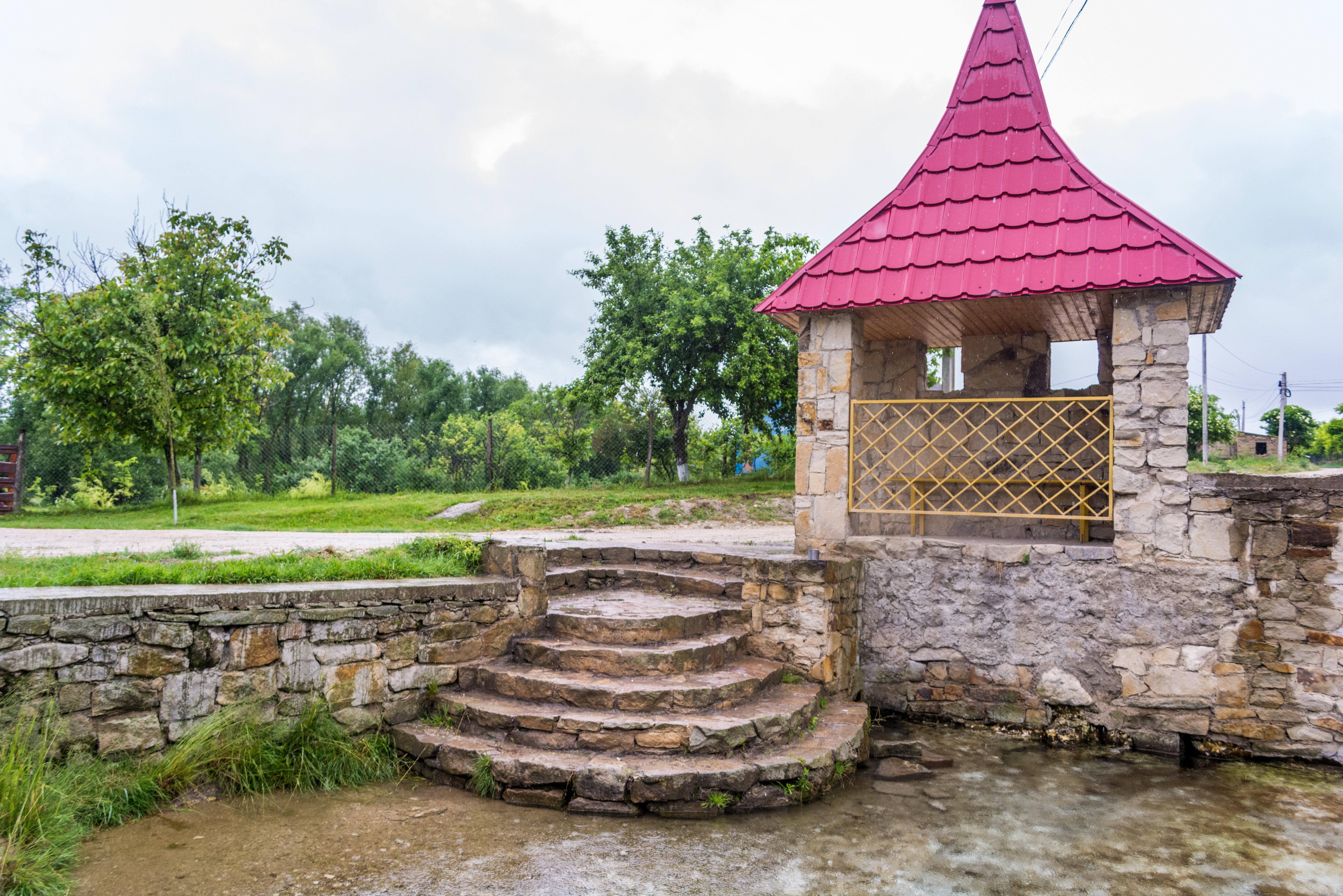
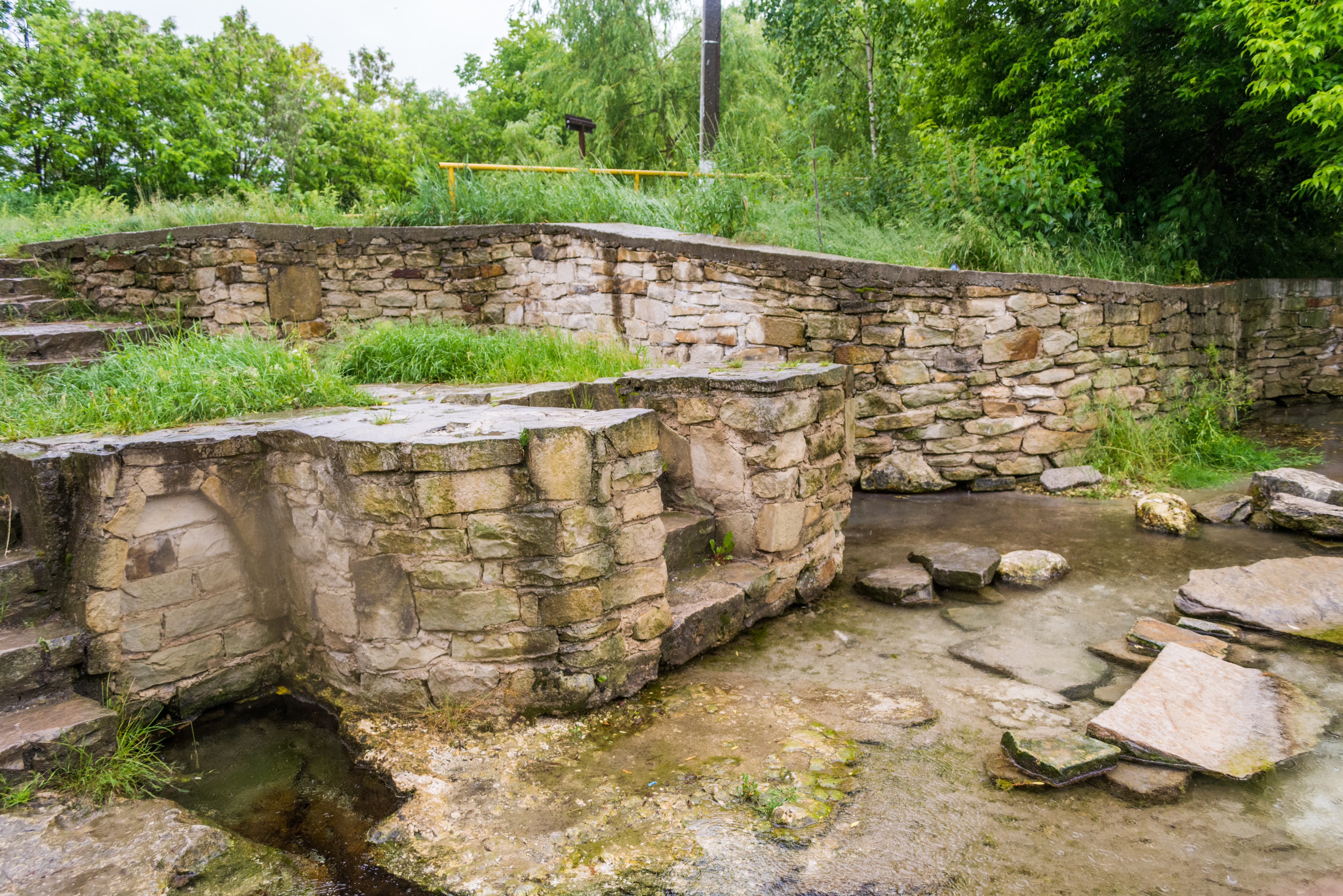
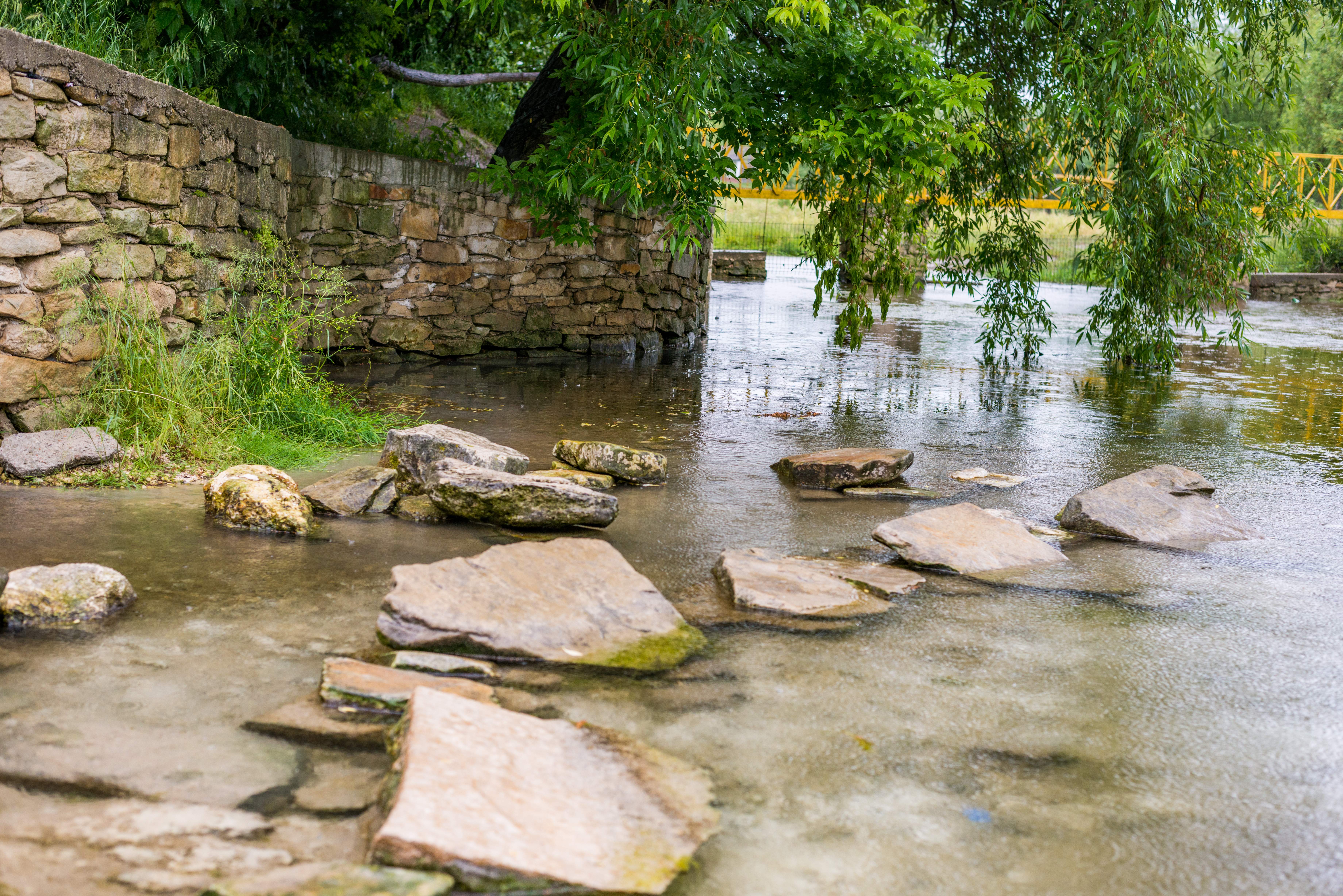
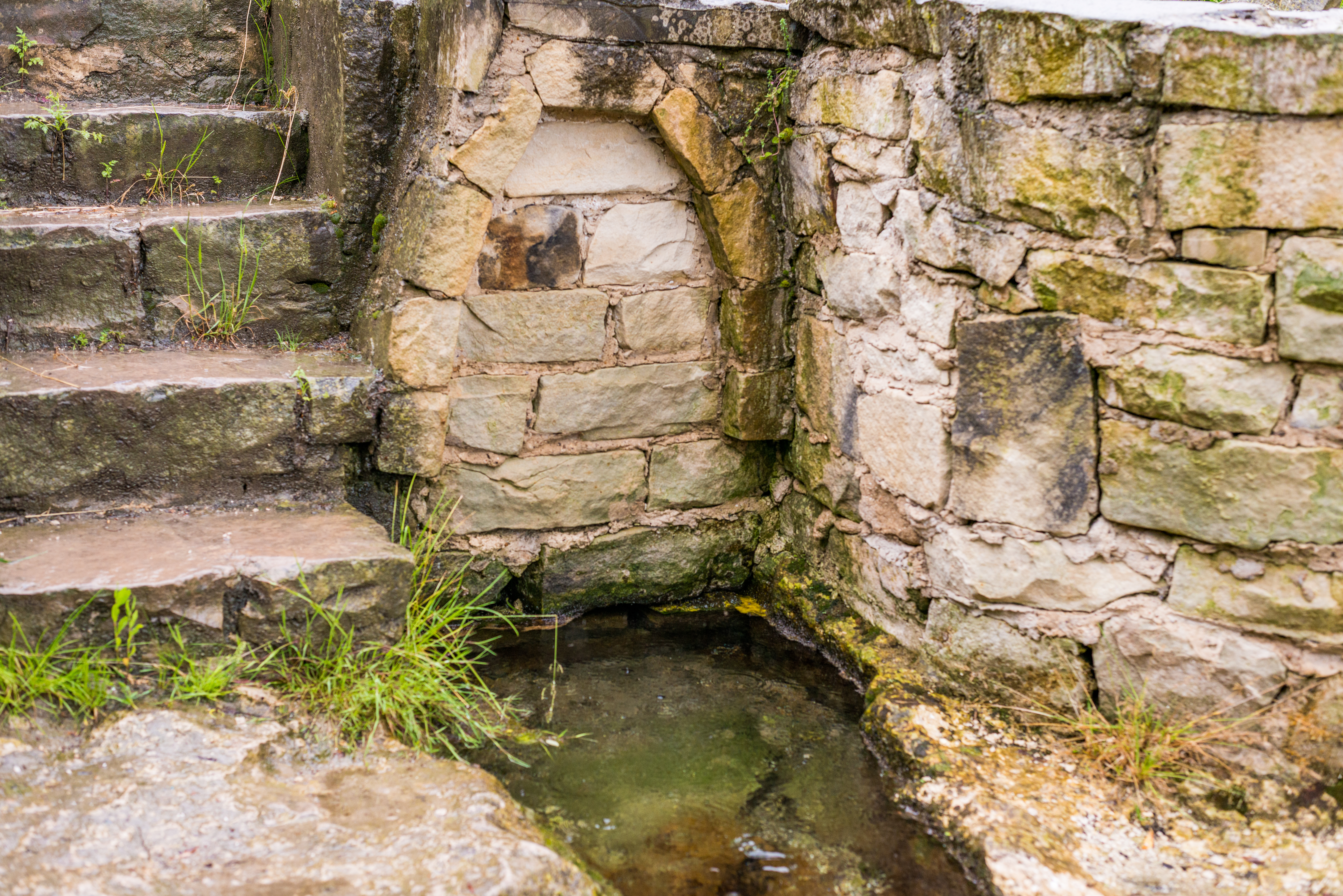
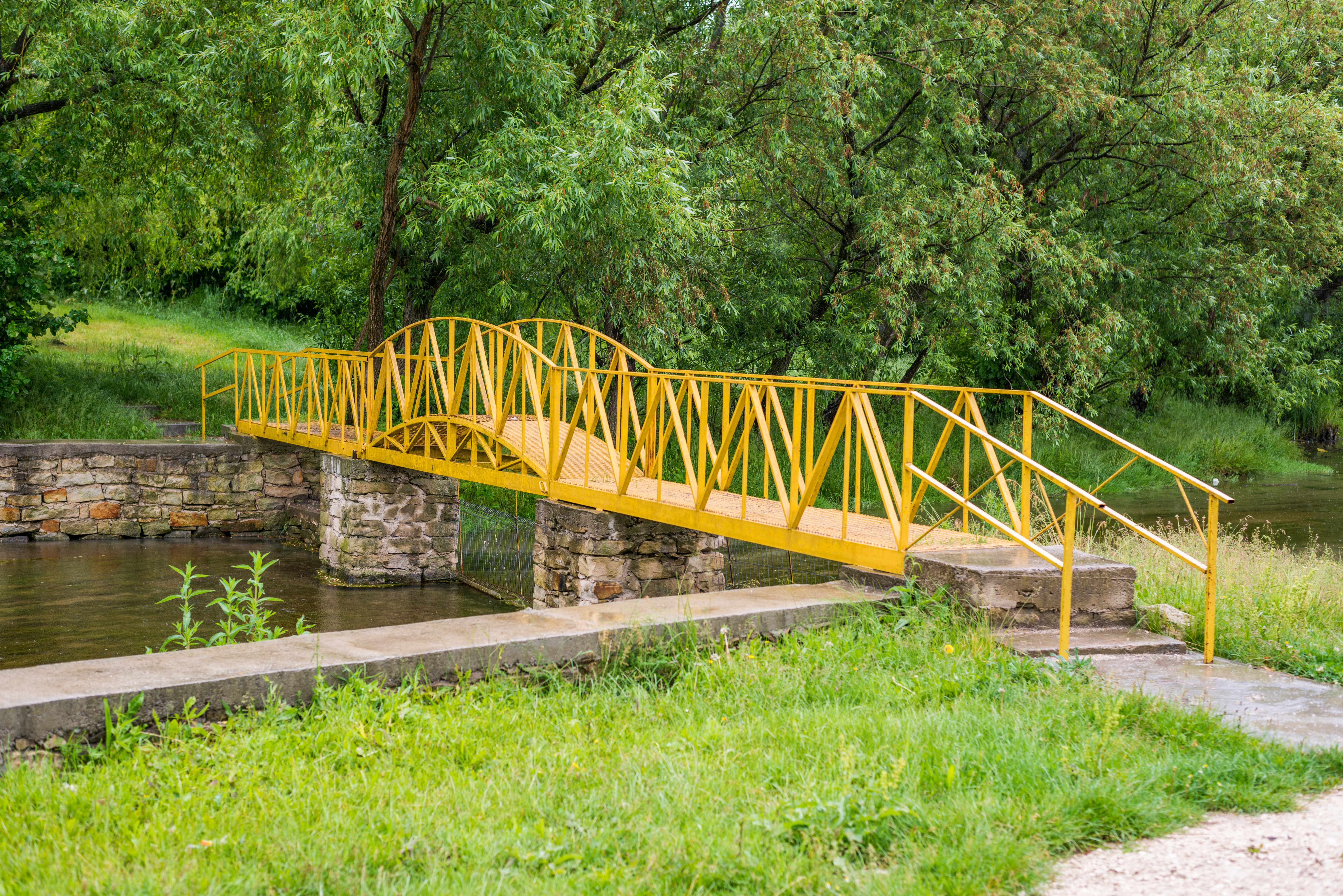
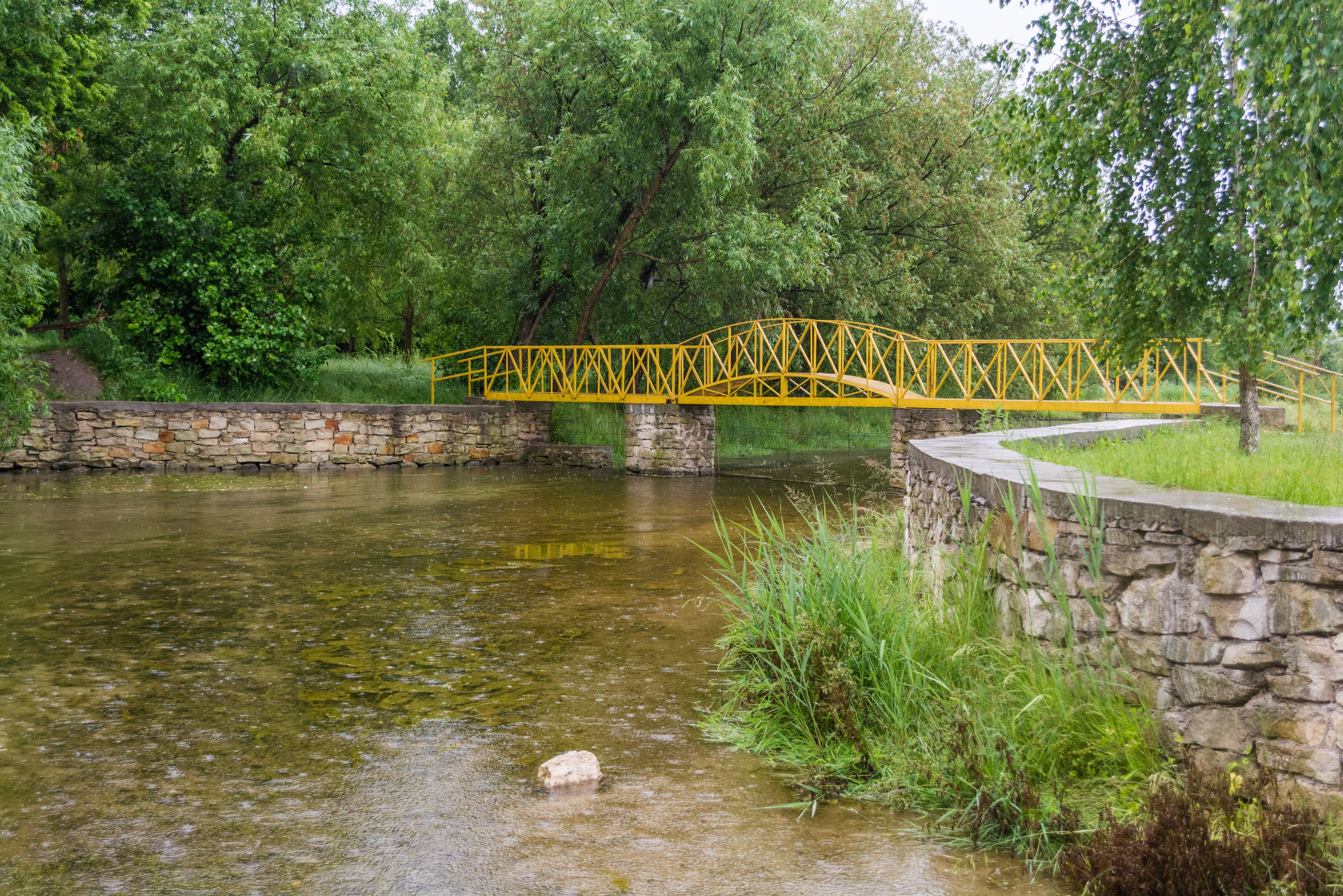
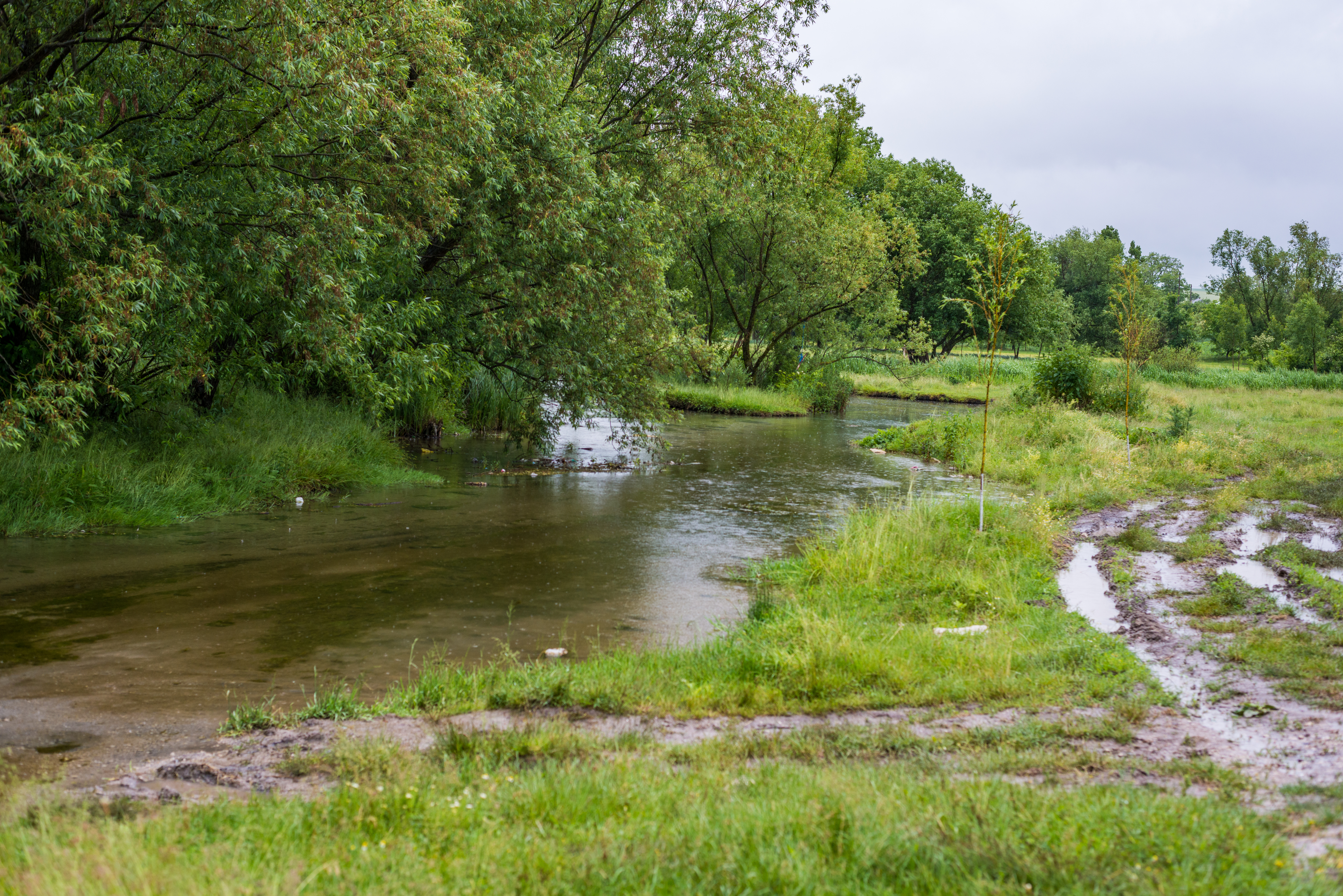

### Izvorul fraților Burlacu
Acest izvor se află în lunca râului Căinar, la nord-vest de Cotova, la o distanță de cca 300 m de cele mai apropiate gospodării și la cca 50 m de șoseaua care duce spre satul Mîndîc. Construcția de piatră a izvorului are câteva rezervoare mici în care apa izvorăște din 8 sfârcuri subterane, după care se scurge în Căinar. Din punct de vedere geologic, izvorul este descendent de vale.
Apa este potabilă și este folosită în scopuri alimentare și tehnice de locuitori ai unei mahalale învecinate. Nu a fost creată nicio infrastructură turistică sau recreativă. Izvorul este înconjurat de imașuri, de aceea pășunatul și adăpatul animalelor este frecvent, mai ales în aval. Construcția necesită reparații cosmetice, iar pentru ameliorarea situației ecologice se recomandă înverzirea terenului adiacent.

### Izvorul lui Pricoche Morari
Amplasat la aprox. 100 m nord-vest de izvorul fraților Burlacu, cel al lui Pricoche Morari este amenajat ca o construcție de piatră cu două guri de ieșire a apei și câte o fântână de acumulare pentru fiecare. La fel ca Izvorul Mare, este clasificat după situația geologică ca descendent din roci compacte.
Izvorul este o sursă de apă potabilă pentru locuitorii unei mahalale din Cotova. Recomandările de ameliorare a calităților recreative și a situației ecologice sunt aceleași ca la izvorul fraților Burlacu: reparația cosmetică și înverzirea terenului.

### Izvorul lui Mihai Ceban
Izvorul lui Mihai Ceban este amplasat la nord-vest de satul Cotova, mai departe de albia râului Căinar decât celelalte trei izvoare. Construcția de piatră a sa este tencuită și are o singură gură de ieșire a apei și o fântână de acumulare a acesteia. Geologic, este clasificat ca izvor descendent de luncă.
Apa este potabilă și este utilizată în acest sens de unii săteni. Izvorul este amplasat departe de casele de locuit din sat, dar pe imașul înconjurător pasc animale domestice, ceea ce provoacă o poluare moderată a mediului. Sunt recomandate intervenții cosmetice la construcția izvorului și înverzirea teritoriului adiacent.

### Caracteristici ale izvoarelor și apei
| Indici                           | Izvorul Mare                                 | Izvorul fraților Burlacu                     | Izvorul lui Pricoche Morari                   | Izvorul lui Mihai Ceban                      |
| Caracteristici geografice        | Caracteristici geografice                    | Caracteristici geografice                    | Caracteristici geografice                     | Caracteristici geografice                    |
| -------------------------------- | -------------------------------------------- | -------------------------------------------- | --------------------------------------------- | -------------------------------------------- |
| suprafață                        | 0,7 ha                                       | 0,16 ha                                      | 0,6 ha                                        | 2,2 ha                                       |
| coordonate geografice            | 48°9′38″N 27°57′10″E / 48.16056°N 27.95278°E | 48°10′5″N 27°55′42″E / 48.16806°N 27.92833°E | 48°10′12″N 27°55′33″E / 48.17000°N 27.92583°E | 48°9′55″N 27°55′43″E / 48.16528°N 27.92861°E |
| altitudine                       | 143 m                                        | 134 m                                        | 135 m                                         | 138 m                                        |
| Proprietăți fizice               |                                              |                                              |                                               |                                              |
| debit                            | 500 l/min                                    | 100 l/min                                    | până la 30 l/min                              | până la 20 l/min                             |
| culoarea apei                    | incoloră                                     |                                              |                                               |                                              |
| Particularități chimice ale apei |                                              |                                              |                                               |                                              |
| pH                               | 7,1                                          | 7,3                                          | 7,1                                           | 7,1                                          |
| poluare cu nitrați               | 35 mg/l (0,7 CMA)                            | 35 mg/l (0,7 CMA)                            | 25 mg/l (0,5 CMA)                             | 37,5 mg/l (0,75 CMA)                         |
| compoziție chimică               | HCO3 – SO4; Mg – Ca – Na                     | HCO3 – SO4; Mg – Ca – Na                     | HCO3 – SO4; Ca – Mg – Na                      | HCO3 – SO4; Mg – Ca – Na                     |

CMA – concentrația maxim admisă

## Statut de protecție
Toate izvoarele din satul Cotova luate sub protecția statului sunt obiecte hidrologice de valoare națională. Izvorul Mare și cel al fraților Burlacu se evidențiază printr-un debit foarte mare al apei, de 500 l/min și respectiv 100 l/min.